# Aeroportul Gulkana
Aeroportul Gulkana (IATA: GKN, ICAO: PAGK, FAA LID: GKN) este un aeroport din Alaska, Statele Unite ale Americii ce deservește zona Gulkana⁠(d). Aeroportul a fost tranzitat în 2019 de 62 de pasageri. A fost numit după zona deservită.
Situat la o altitudine de 483 m, aeroportul dispune de 1 pistă. Este operat de Alaska Department of Transportation & Public Facilities⁠(d).

## Infrastructură

### Piste
Aeroportul dispune de o singură pistă. Pista 15/33 are suprafața de asfalt și dimensiunile 5.001 picioare × 100 picioare. 